# Feng Suave
Feng Suave é uma dupla musical de indie soul e psicodelia formada em Amsterdã, Países Baixos, composta por Daniël de Jong e Daniël Elvis Schoemaker. Conhecidos por suas harmonias suaves, grooves retrô e letras existencialistas, o duo combina influências do Soul dos anos 1970 com elementos modernos de indie pop e R&B alternativo.

## História
Daniël de Jong e Daniël Schoemaker se conheceram durante um concurso de compositores e decidiram colaborar musicalmente após perceberem afinidades artísticas. O nome "Feng Suave" surgiu de uma brincadeira com o nome de um shampoo português chamado "Ultra Suave".
O primeiro EP, lançado em 2017, foi gravado de forma independente no estilo "bedroom pop" e incluiu faixas como "Sink Into the Floor" e "Honey, There's No Time", que ganharam destaque em plataformas como o SoundCloud. Em 2020, a dupla lançou o EP "Warping Youth", marcando uma transição para um som mais maduro e produzido em estúdio, com faixas como "Toking, Dozing" e "People Wither". Esse trabalho consolidou sua identidade sonora e ampliou sua base de fãs internacionalmente.
O EP "So Much for Gardening", lançado em agosto de 2021, foi gravado no Helmbreker Studio em Haarlem, utilizando gravação analógica em fita, o que conferiu um som mais orgânico e denso às faixas.

## Estilo Musical e Influências
Feng Suave é conhecido por mesclar soul psicodélico, indie pop e R&B alternativo, com forte influência de artistas dos anos 1960 e 1970, como Bill Withers, The Beatles, Nina Simone e Ray Charles, além de contemporâneos como Tame Impala, Foxygen e Homeshake.
As letras frequentemente abordam temas como morte, existencialismo e amadurecimento, contrastando com arranjos sonoros suaves e atmosféricos.

## Discografia
- Feng Suave (2017)
- Warping Youth (2020)
- People Wither - A COLORS SHOW (2020)
- Tomb for Rockets (2021)
- Come Gather'Round (2021)
- Unweaving the Rainbow Forever (2021)
- So Much for Gardening (2021)
- Feng Suave (Live from Studio Helmbreker) (2023)

## Reconhecimento e Destaques
Feng Suave recebeu elogios de artistas como Iggy Pop e foi destaque em programas como COLORS Studio. A dupla também foi incluída na campanha global RADAR do Spotify. Apresentaram-se em festivais renomados como Best Kept Secret, North Sea Jazz Festival e Reeperbahn, onde foram indicados ao Anchor Award em 2019.